# Olivier Bellamy
Pour les articles homonymes, voir Bellamy.
Olivier Bellamy est un journaliste, animateur radio, auteur, présentateur, récitant français né à Marseille le 29 décembre 1961. Il a été plusieurs fois récompensé pour son émission Passion Classique. Il fait son entrée aux Grosses Têtes de RTL le 30 août 2022. Il est chroniqueur au Point, grand reporter à Classica, contributeur à la Revue des Deux Mondes, et assure la direction artistique de Marseille Concerts depuis décembre 2022.

## Biographie

### Animateur radio, journaliste
Enfant, Olivier Bellamy est inscrit dans un cours de musique par sa mère qui regrettait d'en avoir été privée dans son enfance. Sa carrière débute à Angers à Radio Oxygène au début des années 1980, puis il collabore à La Nouvelle République du Centre Ouest et à Ouest-France. Arrivé à Paris en 1994, il a travaillé au Quotidien de Paris, au Monde de la Musique, au Parisien et a collaboré à l'Huffington Post.
De 2004 à 2019, il a animé sur Radio Classique l'émission Passion Classique, d'abord en hebdomadaire le vendredi matin, puis rapidement en quotidienne, de 18 à 19 h. Chaque invité faisait partager aux auditeurs ses œuvres préférées et ses « petites madeleines » musicales. La musique ainsi abordée ne se limitait pas à un simple choix, mais devenait le fil rouge de grandes conversations.
Olivier Bellamy est également Grand Reporter au magazine Classica, collaborateur régulier à La Revue des Deux Mondes et chroniqueur au Point depuis le 29 mai 2023.

### Auteur
Olivier Bellamy est l’auteur de la série Carole Bouquet raconte, du feuilleton Chopin et de sketchs musicaux diffusés sur Radio Classique.
O. Bellamy écrit la première biographie mondiale consacrée à la pianiste Martha Argerich ; sa sortie chez Buchet-Chastel en février 2010 a été très bien reçue par la critique et traduite dans quinze pays. « Martha Argerich est à la fois transparente et insaisissable », déclare Bellamy lors d'une interview consacrée à l'ouvrage. Olivier Barrot qualifie l'ouvrage de « très beau récit » dans son émission 1 jour 1 livre. Bernard Pivot écrit dans une chronique : « Martha Argerich est une artiste si riche et si complexe, une femme d’une telle densité, qu’il n’était pas commode d’écrire sa biographie, même avec son accord et sa participation. Le livre d’Olivier Bellamy mérite les ovations du public ».
Olivier Bellamy est aussi l'auteur de cinq guides de la collection du Petit Futé (dont Angers et Paris). Il a publié Mes amours classiques chez La Martinière (2011) : 62 portraits de compositeurs, de Guillaume de Machaut à John Adams, richement illustré, avec deux CD qui constituent la playlist de l'auteur.
En mai 2012, il est invité d'honneur du salon du livre de Saint-Louis avec Jean-Claude Carrière. En septembre 2012, il publie Entretien avec Mozart (Plon) en s'appuyant sur la correspondance du compositeur. Livre pour lequel il a reçu de « chaleureux mots de félicitations » de la part de Milan Kundera, Jean d’Ormesson, Martha Argerich, Michel Legrand. Il a écrit Dans la gueule du loup, autour de la vie de Serge Prokofiev, qui a été lu par quatre comédiens à « La Folle Journée » de Nantes (Palais des Congrès, 4 et 5 février 2012) et qui paraît sous la forme d'un roman chez Buchet-Chastel en septembre 2013 ; ce roman a reçu le prix « Un livre, une commune » de Combs-la-Ville en 2014 et la "Marguerite de la biographie" inventée et décernée par Brigitte Bardot (19/02/2014).
En 2014, il publie un Dictionnaire amoureux du piano (Plon) qui reçoit le Prix Pelléas en 2015. Et Un hiver avec Schubert (Buchet-Chastel) en 2015.
En 2018 paraît Requiem pour un chat chez Grasset. Le livre figure parmi les dix livres de l'été choisis par l'Académie Goncourt.
En 2021, trois livres paraissent en l'espace de quelques mois : Martha Argerich raconte (Buchet-Chastel), prix Transfuge 2021 (catégorie scène), La Folie Pastré (Grasset), de nouveau choisi parmi les dix livres de l'été de l'Académie Goncourt et le Dictionnaire amoureux de Chopin (Plon), qualifié de « brillant » par Bernard Pivot dans Le Journal du dimanche. Quant à Franz-Olivier Giesbert, il déclare dans Le Point du 10 février 2022 qu'il s'agit de « l'un des plus réussis » de la collection des Dictionnaires amoureux. L'ouvrage a reçu le prix Pierre-Barbizet décerné par l'Académie des sciences, arts et lettres de Marseille (https://destimed.fr/Remise-des-prix-de-l-Academie-des-Sciences-Lettres-et-Arts-de-Marseille)
Nelson Freire, le secret du piano  est le premier ouvrage des éditions Fugue. Il est sorti en 2022, un an après la disparition tragique du pianiste. Il a été traduit en brésilien et publié chez DBA sous le titre Nelson Freire, o segredo do piano.

### Télévision et radio
À la télévision, Olivier Bellamy a travaillé pendant sept ans sur l’émission Le Journal de la Création produite par Image et Compagnie et diffusée par France 5 en tant que journaliste spécialiste des musiques et de la danse. Il a suivi sur une longue période des personnalités aussi diverses que Pierre Boulez, Angelin Preljocaj, Juliette ou Elisabeth Platel.
Il est l’auteur de portraits de Dee Dee Bridgewater (France 5), Françoise Hardy (France 3) et de documentaires sur le Concours Long Thibaud, la famille Casadesus, la cantatrice Renata Scotto (France 5) et les orchestres d’harmonie en France (Arte) et Carole Bouquet (Empreintes, France 5, 2011). Il a été en outre rédacteur en chef de D'un air entendu sur Mezzo et directeur artistique de Drôles de gammes sur France 3.[réf. nécessaire]
Fort de ces expériences télévisuelles, Olivier Bellamy présente une série documentaire mensuelle sur la chaîne France 3 autour de la musique à partir de février 2012. Le concept sera similaire à celui de Passion classique : des personnalités partagent leur passion pour la musique aux téléspectateurs et répondent aux questions de l'animateur. Le programme se nomme À contretemps  (Julien Clerc, Juliette Gréco, Karl Lagerfeld, Abd Al Malik, Carla Bruni, Françoise Hardy, Michel Blanc, Carole Bouquet).
Le 30 août 2022, il fait ses débuts en tant que nouveau sociétaire de l'émission de radio Les Grosses Têtes, animée par Laurent Ruquier.

### Présentateur d’événements
Olivier Bellamy est le présentateur du Festival Radio Classique à l'Olympia, et d'événements comme « Mozart à l'Olympia », « Les élections du piano » à la salle Pleyel, « Les Élections de l'opéra » au Théâtre Mogador, « soirée musiques de films », la 20e nuit de la voix au théâtre du Châtelet.
En janvier 2013, il a présenté le Gala de la finale Paris Opera Awards à la salle Gaveau.
En 2014, il a présenté le Concours Long-Thibaud au Théâtre des Champs-Élysées.
Depuis 2014, il présente le Concert de Noël de Radio Classique (2014 à Pleyel avec l'Orchestre Lamoureux, 2015 à la Philharmonie de Paris et au Grand Auditorium de Bordeaux, en 2016 à la Philharmonie de Paris avec l'Orchestre de la Garde Républicaine, les Chœurs de l'Armée française et la Maîtrise des Hauts-de-Seine).
Il a animé "Les rendez-vous d'Olivier Bellamy" au cinéma Majestic Passy (Paris 16e) en 2016/17. Un dimanche par mois, un film dans lequel la musique tenait une place importante était présenté. Au terme de la projection, une discussion s'engageait avec un invité prestigieux comme Michel Legrand après Les Demoiselles de Rochefort ou Claude Lelouch et Francis Lai après Les Uns et les Autres (18).
En 2019, il a présenté le Concert de Gala du Festival Puplinge au Victoria Hall de Genève.

### Récitant
En 2011, lors de concerts à la cathédrale de Chartres et à l'église de la Madeleine à Paris, Olivier Bellamy a été récitant, en alternance avec chacune des sept pièces instrumentales écrites par Joseph Haydn en commentaire des Sept Dernières Paroles du Christ en Croix (Die sieben letzten Worte unseres Erlösers am Kreuze).
En juillet 2013, il est le récitant du Pierre et le Loup de Serge Prokofiev au Festival du Cloître de Cimiez, à Nice, avec l'Orchestre de Toulon Provence Méditerranée dirigé par Philippe Bernold.
Le 7 février 2015, il est le récitant pour Casse-Noisette de Tchaïkovski, à la Philharmonie de Paris avec l'Orchestre national du Capitole de Toulouse dirigé par Tugan Sokhiev.
Le 3 juin 2015, il lit des textes de Colette sur la musique, illustrés au piano par Jean-Bernard Pommier, au Festival de l'abbaye de l'Epau, puis à Arradon (Morbihan) le 6 novembre 2016.
Le 11 août 2016, il improvise sur Schubert, avec le pianiste François Chaplin qui joue des Impromptus. Expérience renouvelée à Croissy-sur-Seine avec le pianiste Yves Henry.
Le 13 juillet 2017, il crée son conte musical La Langue des cygnes, fable sur un chat migrant, allégorie sur la musique et la poésie, commande des Escapades Musicales d'Arcachon. La création a lieu dans le parc Birabeille de Lios (Gironde) avec l'Orchestre de chambre de Toulouse dirigé par Pejman Memarzadeh, puis à Tournefeuille (31) le 10 mars 2018. Le conte a été lu en avant-première lors d'une croisière sur le Danube, entre Bratislava et Budapest le 21 juin 2017.
Une nouvelle version de La Langue des cygnes, mise en musique et jouée par le pianiste Ismaël Margain, est présentée à la Cité du Livre d'Aix-en-Provence (amphithéâtre de la Verrière) le dimanche 25 mars 2018, dans le cadre des « Écrivains du Sud ».
À Saint-Jean-de-Luz, dans le cadre de l'Académie Ravel, il crée Sur les pas de Ravel avec le pianiste Julien Brocal le 22 avril 2018. Ce concert-lecture sur le voyage de Maurice Ravel en Amérique est repris à la salle Cortot à Paris le 2 mai.
Il incarne Gabriel Fauré dans « La princesse et le musicien », un concert-lecture imaginé par Gérard Bonal au côté de Marie-Christine Barrault (Singer-Polignac), Gaëtane Prouvost (violon) et Dona Sévène (piano). La première a lieu au musée Marmottan-Monet à Paris le 6 novembre 2018, puis au palais Polignac à Venise quatre jours plus tard.
Il est récitant du spectacle « Le Petit Prince » d'après Antoine de Saint-Exupéry sur une musique de Thierry Huilliet. D'abord à Pau les 1er et 2 décembre 2018 sous la direction de Fayçal Karoui. Puis à Toulouse, avec l'Orchestre national du Capitole dirigé par Christophe Mangou, pour 7 représentations à la Halle aux Grains, du 17 au 20 janvier 2019. Suivent Lille et Mulhouse en 2020 et 2021.
En juillet 2019, il évoque Beethoven avec le pianiste Pierre Réach à Bannières-en-Bigorre, puis Brahms à Cambrai et Obernai.
En août 2022, il présente un spectacle Chopin avec Claire-Marie Le Guay et anime deux hommages à Nicholas Angelich et Nelson Freire - avec Alain Lompech - au Festival international de piano La Roque d'Anthéron.

### Autres
Olivier Bellamy fut directeur artistique du Festival de musique classique de Ramatuelle de 2010 à 2012. Il a fait venir Martha Argerich, Michel Legrand, Alexandre Tharaud, Nelson Freire... Il a été membre du jury des Piano Masters de Monte-Carlo en 2009 et 2015. Il est membre du jury des Écrivains du Sud présidé par Paule Constant puis Metin Arditi. Et membre du Prix Georges-Bizet du livre d'opéra et de danse qui est décerné chaque année au Théâtre des Champs-Élysées. 
En 2021, il fonde la Société Marseillaise des Amis de Chopin avec Agnès Viottolo et Francis Teitgen. Un premier concert est organisé à Notre-Dame-du-Mont le 23 octobre 2021 avec Jean-Marc Luisada, Bruno Rigutto, Caroline Sageman, Florian Caroubi, Philippe Gueit et Gérard Gelly. Une première saison voit le jour en 2022-23 avec Claire Désert, Ismaël Margain, Marie-Ange Nguci... En décembre 2023, il est nommé directeur artistique de Marseille Concerts où il programme une trentaine de concerts par an à la Criée, au Pharo et à l'Opéra. Martha Argerich, Ivo Pogorelich, le Quatuor Modigliani, Jean-Bernard Pommier, Lionel Bringuier...

## Passion Classique
Passion Classique était une émission de Radio Classique animée par Olivier Bellamy depuis 2004 et diffusée du lundi au vendredi, de 18 h à 19 h.
« De Michel Legrand à Élie Semoun, en passant par Fabrice Luchini, Caroline de Monaco, Jane Birkin, Brigitte Bardot ou encore Jean d’Ormesson, les invités d’Olivier Bellamy ont tous un point commun : la passion de la musique. Ils partagent avec vous les mélodies qui ont marqué leur existence, et dévoilent, à l’écoute des airs entendus, une part intime et souvent méconnue de leur personnalité ».
Un livre des meilleurs entretiens paraît aux éditions Arléa en octobre 2010.
Passion Classique a reçu le « Laurier de la meilleure émission de radio 2013 » lors des 19e Lauriers de la Radio et de la Télévision, au cours d'une cérémonie qui s'est tenue le 17 février 2014 à l'hôtel de ville de Paris.
Olivier Bellamy a en outre reçu le prix Roland-Dorgelès le 14 novembre 2014, décerné par Hélène Carrère-d'Encausse, pour son émission de radio.

## Publications
- Olivier Bellamy, Martha Argerich : L'enfant et les sortilèges, Paris, Éditions Buchet/Chastel, coll. « Musique », 2010, 272 p. (ISBN 978-2-283-02346-4)
- Olivier Bellamy, Passion Classique, Paris, Éditions Arléa, 2010, 256 p. (ISBN 978-2-86959-914-7)
- Mes amours classiques, Paris, Éditions La Martinière, 2011, Paris,  (ISBN 978-2-7324-4709-4)
- Entretien avec Mozart, Paris, Éditions Plon, 2012, Paris,  (ISBN 978-2-259-21750-7)
- Un monde habité par le chant (avec Teresa Berganza), Paris, Éditions Buchet-Chastel, 2013, 206 p.,  (ISBN 978-2-283-02646-5)
- Dans la gueule du loup, Paris, Éditions Buchet-Chastel, 2013, 192 p.,  (ISBN 978-2-283-02667-0)
- Dictionnaire amoureux du piano, Paris, Éditions Plon, 2014, 713 p.,  (ISBN 978-2-259-21231-1)
- Un hiver avec Schubert, Paris, Éditions Buchet/Chastel, 2015  (ISBN 978-2-283-02796-7)
- Il nous faut de l'amour (avec Felicity Lott), Paris, Éditions Buchet/Chastel, 2016  (ISBN 978-2-283-02888-9)
- Trio Wanderer, 30 ans, le bel âge, Nantes, Éditions art3, 2017,  (ISBN 9782909417226)
- Requiem pour un chat, Paris, Grasset, 2018,  (ISBN 9782246813774)
- L'Automne avec Brahms, Paris, Éditions Buchet-Chastel, 2019,  (ISBN 978-2-283-03240-4)
- Martha Argerich raconte, Paris, Éditions Buchet-Chastel, 2021,  (ISBN 978-2-283-03446-0)
- La Folie Pastré, Paris, Éditions Grasset, 2021,  (ISBN 978-2-246-82023-9)
- Dictionnaire amoureux de Chopin, Éditions Plon, 2021,  (ISBN 978-2-259-24875-4)
- Nelson Freire - Le secret du piano, Paris, Éditions Fugue, 2022,  (ISBN 978-2-494-06200-9)

## Ouvrages collectifs
- "Un écrivain de la musique" dans Jacques Rivière, critique et création, avec Robert Kopp (dir.), Ariane Charton, Paola Codazzi, Stéphane Guégan, Jean-Marc Quaranta, Jürgen Ritter, Jean-Yves Tadié, Agathe Rivière, pages 621 à 707, Coll. Bouquins Mollat, Paris, 2025. (ISBN : 978-2-38292-620-8)